# 보글보글 쿡
보글보글 쿡은 대한민국의 애니메이션으로, 문화방송에서 자체 제작된 애니메이션이다. 시즌 1을 2010년 3월부터 ~ 2011년 5월까지 매주 월요일에 방영되었으며, 시즌 2를 2011년 9월에서 2012년 10월까지
방영하였다.

## 줄거리
어느 날, 8살의 쿠미라는 여자아이가 요요와 함께 TV에서 나오는 한쿡 요리 학교 입학 광고를 보면서 학교에 입학을 하게면서, 토루와 송이를 만나며, 이야기가 시작된다. 
한국 요리에 관한 내용이 기본적으로 나오며, 4명의 아이들이 한쿡 요리 학교라는 곳에서 활동하며 서로 우정을 나누며 같이 디케이팀과 요리 배틀을 하는 생활을 많이 보여준다.

## 캐릭터 소개

### 쿠미
이 만화의 주인공이며, 8살 소녀이다. 아버지가 준 요술봉을 머리에 항상 꽂고다니며, 요리에 천부적인 재능을 가지고 있다.

### 요요
쿠미와 단짝친구이며, 쿠미에게 깊은 애정을 많이 보인다. 요리 보다는 무술을 잘하는 소년이다. 쿠미와 같은 팀이다.

### 송이
쿠미와 같은 한쿡 요리 학교에 다니는 소녀이며, 쿠미와 같은 팀이며, 이쁜 척을 많이하는 소녀이다. 토루를 가장 귀찮게 생각한다.

### 토루
먹을 것을 많이 밝히는 소년. 쿠미와는 친구사이이며, 같은 팀이다.

### 디케이
쿠미의 라이벌이며, 미국 백인 소년으로, 쿠미를 싫어하는 소년이다. 같은 친구로는 또또들이 있다. 

### 아칸
디케이의 지도자이며, 쿠미를 싫어한다. 맛도킹(MATOKING)을 세운 자로, 디케이와 같이 악역으로 출연한다. 쿠미를 괴롭히기 위해서는 어떤 방법과 수단을 가리지 않는다.  

## 기타 사항
시즌 2가 끝난 후에, 비슷한 만화인 보글 쿡 원정대가 방영된 적도 있었다.

## 같이 보기
- 보글 쿡 원정대